# High Bridge (Kentucky)
High Bridge es un lugar designado por el censo ubicado en el condado de Jessamine en el estado estadounidense de Kentucky. En el Censo de 2010 tenía una población de 242 habitantes y una densidad poblacional de 40,14 personas por km².

## Geografía
High Bridge se encuentra ubicado en las coordenadas 37°49′54″N 84°42′17″O / 37.83167, -84.70472. Según la Oficina del Censo de los Estados Unidos, High Bridge tiene una superficie total de 6.03 km², de la cual 5.65 km² corresponden a tierra firme y (6.36%) 0.38 km² es agua.

## Demografía
Según el censo de 2010, había 242 personas residiendo en High Bridge. La densidad de población era de 40,14 hab./km². De los 242 habitantes, High Bridge estaba compuesto por el 96.69% blancos, el 0.83% eran afroamericanos, el 0.41% eran amerindios, el 0% eran asiáticos, el 0% eran isleños del Pacífico, el 0.41% eran de otras razas y el 1.65% pertenecían a dos o más razas. Del total de la población el 1.24% eran hispanos o latinos de cualquier raza.